# Matamoros (Chihuahua)
Matamoros  è una municipalità dello stato di Chihuahua, nel Messico settentrionale, il cui capoluogo è la località di [[Mariano Matamoros (MatamorosInserisci il testo da non formattare)|Mariano Matamoros]].
Conta 4.499 abitanti (2010) e ha una estensione di 1.179,19 km².
Il paese deve il suo nome a Mariano Matamoros, eroe della guerra d'indipendenza del Messico.